# Antypody

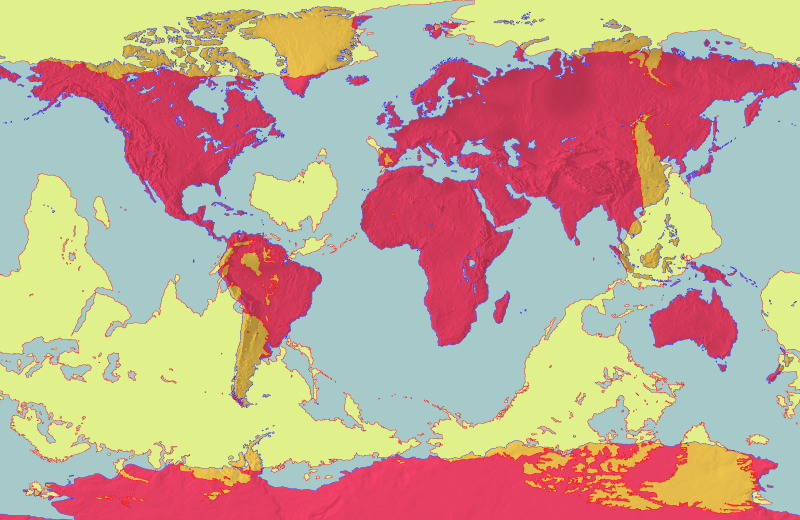
Mapa antypodów z perspektywy ogólnoświatowej.

Antypody (gr. αντίποδες (antipodes) – „naprzeciw stopy”) – punkt na powierzchni Ziemi, który w stosunku do określonego punktu jest położony dokładnie po drugiej stronie planety, tj. na drugim końcu jej średnicy. Potocznie termin ten używany jest w szerszym znaczeniu i używany jest w stosunku do wszystkich obszarów na półkuli południowej.
Termin ten pojawił się u Platona w dialogu Timajos 63a:
Gdyby nawet była w środku wszechświata jakaś bryła zrównoważona, nie ruszyłaby się w żadnym kierunku ku obwodowi, dlatego że naokoło niej ze wszystkich stron wszystko jest podobne. A gdyby nawet ktoś obiegał naokoło niej po kole, to często by zajmował pozycje przeciwne, jak antypodowie, i tę samą część wszechświata nazywałby raz górą, raz dołem. Bo całość, jak mówimy w tej chwili, przecież jest kulista, więc nikt rozumny nie powie, że pewne jej miejsce to dół, a inne góra. (tłum. Władysław Witwicki)
Przez analogię termin antypody jest stosowany również do innych planet.

## Wzór i przykłady
Aby ustalić gdzie znajdują się antypody danego miejsca należy najpierw znać jego współrzędne geograficzne. Antypody mają szerokość geograficzną o tej samej wartości liczbowej, ale przeciwnej półkuli (północna – południowa). Z kolei długość geograficzna antypodów ma wartość liczbową dopełniającą do 180°, również przeciwnej półkuli (wschodnia – zachodnia).
Np. antypody Krakowa (50°N, 20°E), znajdują się w punkcie o współrzędnych geograficznych 50°S, 160°W – na Oceanie Spokojnym ok. 1400 km na wschód od najbliższego lądu – wyspy Rangatira/South East Island w archipelagu Wysp Chatham.
| Terytorium                                     | Antypody |
| ---------------------------------------------- | --- |
| Afryka                                         | Ocean Spokojny – rejon środkowy |
| Argentyna                                      | Wschodnie Chiny, Wschodnia Mongolia, Rosja (Buriacja, Obwód zabajkalski) |
| Azja                                           | Ocean Spokojny południowo-wschodni i południowy Atlantyk |
| Australia                                      | środkowy Ocean Atlantycki |
| Antarktyda                                     | Arktyka – Grenlandia, Stany Zjednoczone (Alaska-północne wybrzeża), Kanada (Nunavut), Norwegia (Svalbard), Rosja (Nowa Ziemia), (Ziemia Północna), (Ziemia Franciszka Józefa), (Tajmyr) |
| Boliwia                                        | Morze Południowochińskie, północne Filipiny |
| Brazylia (stany: Amazonas, Mato Grosso i Pará) | Filipiny |
| Chile                                          | Wschodnie Chiny, Wschodnia Mongolia, Rosja (Buriacja, Obwód zabajkalski) |
| Wyspa Wielkanocna (terytorium Chile) -         | Indie |
| Kolumbia                                       | Indonezja |
| Ekwador                                        | Indonezja (Sumatra) |
| Hiszpania,                                     | Nowa Zelandia |
| Stany Zjednoczone                              | Ocean Indyjski, Francuskie Terytoria Południowe i Antarktyczne, (Wyspa Świętego Pawła; Wyspa Amsterdam)                                                                                 |
| Kanada                                         | Francuskie Terytoria Południowe i Antarktyczne |
| Europa                                         | południowy Ocean Spokojny |
| Madryt                                         | Weber (Nowa Zelandia) |
| północna Francja (rejon Cherbourga)            | Wyspy Antypodów |
| Meksyk                                         | południowy Ocean Indyjski |
| Falklandy (brytyjskie terytorium zamorskie)    | północna Mandżuria (Chiny) |
| Peru                                           | Indochiny |
| Paragwaj                                       | Tajwan |
| Biegun Północny                                | Biegun Południowy |
| Portugalia                                     | Nowa Zelandia |
| Dominikana                                     | Ocean Indyjski w pobliżu północno-wschodniego wybrzeża Australii |
| Hawaje                                         | Botswana |
| Tajwan (historyczna nazwa Formoza)             | Argentyna – prowincja Formosa; Paragwaj |
| Wenezuela                                      | Indonezja |

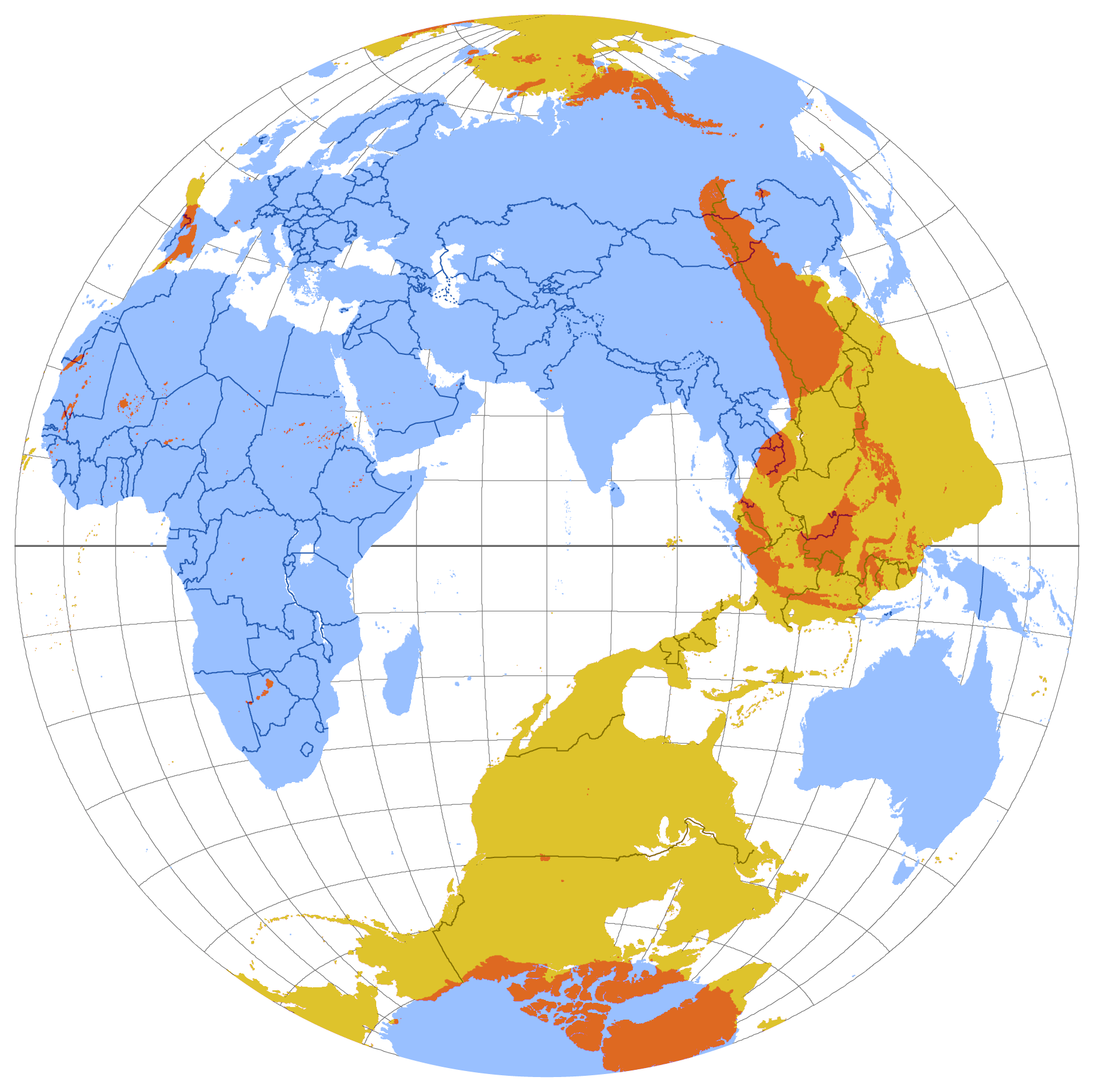
Mapa antypodów – z perspektywy półkuli wschodniej. Kolorem żółtym i błękitnym zaznaczone są antypody lądów na morzach i oceanach (i odwrotnie), zaś pomarańczowym antypody lądów na lądach (jedynie ok. 4% lądów ma swoje lądowe antypody)

Miasta świata i ich antypodyczne odpowiedniki

Antypody miast (dokładne lub niemal dokładne) :
- Segowia (Hiszpania) – Masterton (Nowa Zelandia)
- Palembang (Indonezja) – Neiva (Kolumbia)
- A Coruña (Hiszpania) – Christchurch (Nowa Zelandia)
- Padang (Indonezja) – Esmeraldas (Ekwador)
- Valdivia (Chile) – Wuhai (Chiny)
- Hamilton (Nowa Zelandia) – Córdoba (Hiszpania)
- Timbuktu (Mali) – Suva (Fidżi)
- Tauranga (Nowa Zelandia) – Jaén (Hiszpania)
- Whangarei (Nowa Zelandia) – Tanger (Maroko)
- Ułan Ude (Rosja – Buriacja) – Puerto Natales (Chile)

Miasta o populacji ≥ 1 mln – antypody w promieniu 100 km od centrum miasta:
- Xi’an (Chiny) – Rancagua lub San Bernardo (Chile)
- Auckland (Nowa Zelandia) – Sevilla i Málaga (Andaluzja, Hiszpania)
- Tianjin (Chiny) – Bahía Blanca (Argentyna)
- Szanghaj (Chiny) – Salto (Urugwaj)
- Tajpej (Republika Chińska/Tajwan) – Asunción (Paragwaj)
- Hongkong (Chiny) – Humahuaca (Argentyna)
- Montpellier (Francja) – Waitangi – Wyspy Chatham (Nowa Zelandia)
- Pekin (Chiny) – Bahía Blanca (Argentyna)

## Film
Antypodom został poświęcony film dokumentalny Niech żyją antypody! (¡Vivan las antípodas!, 2011, reż. Wiktor Kossakowski), który zawiera porównawcze reportaże z kilku przeciwległych miejsc na Ziemi (Szanghaj – Entre Ríos, Bajkał – Patagonia, Hiszpania – Nowa Zelandia, Botswana – Hawaje).